# Ludovia
Ludovia es un género   de plantas con flores perteneciente a la familia Cyclanthaceae. Comprende 10 especies descritas y de estas, solo 3 aceptadas. Se distribuyen desde Nicaragua hasta Ecuador.

## Descripción
Son epífitas lianoides, trepando por las raíces y alcanzando la parte media del dosel. Hojas dísticas pero distantes, láminas enteras y 1-acostilladas, ca 20 cm de largo y 6 cm de ancho; pecíolo y vaina en conjunto más cortos que la lámina, marginados con un ala hacia la parte superior. Espatas 3–5, dispersas en la mitad superior del pedúnculo; espádice angostamente cilíndrico a fusiforme; flores estaminadas simétricas, el pedicelo corto y gradualmente ahusado desde el receptáculo; flores pistiladas connadas, tépalos apenas visibles como crestas pequeñas, indefinidas, estigmas lateralmente comprimidos y uncinados, estilos ausentes. Espádice en fruto 6 cm de largo y 1 cm de grueso, indehiscente cuando maduro, tornándose amarillo-anaranjado brillante, suave y comestible (?); semillas ovoides, provistas de una carúncula.

## Taxonomía
El género fue descrito por Adolphe Theodore Brongniart  y publicado en Annales des Sciences Naturelles; Botanique, série 4 15: 361–362. 1861. La especie tipo es: Ludovia lancifolia Brongn.

## Especies aceptadas
A continuación se brinda un listado de las especies del género Ludovia aceptadas hasta mayo de 2013, ordenadas alfabéticamente. Para cada una se indica el nombre binomial seguido del autor, abreviado según las convenciones y usos.
- Ludovia bierhorstii Wilder
- Ludovia integrifolia (Woodson) Harling
- Ludovia lancifolia Brongn.